# Fūdenjān
Fūdenjān (persiska: Fūtenjān, فودنجان, Patān Jū, Fūdanjān) är en ort i Iran.   Den ligger i provinsen Khorasan, i den nordöstra delen av landet, 700 km öster om huvudstaden Teheran. Fūdenjān ligger 1 507 meter över havet och antalet invånare är 263.
Terrängen runt Fūdenjān är kuperad åt sydväst, men åt nordost är den platt. Runt Fūdenjān är det glesbefolkat, med 10 invånare per kvadratkilometer. Närmaste större samhälle är Sanū, 10,5 km sydost om Fūdenjān. Omgivningarna runt Fūdenjān är i huvudsak ett öppet busklandskap.